# Josef Černý
Josef Černý (Rožmitál pod Třemšínem, 18 ottobre 1939 – Brno, 24 luglio 2025) è stato un hockeista su ghiaccio ceco, fino al 1992 cecoslovacco.

## Palmarès

### Olimpiadi invernali
- 3 medaglie[2]:
  - 1 argento (Grenoble 1968)
  - 2 bronzi (Innsbruck 1964; Sapporo 1972)